# Liste der Mitglieder des gambischen Parlaments (1960–1962)
Dies ist eine Liste der Mitglieder des gambischen Parlaments (1960–1962).
Die Mitglieder des Parlaments in der westafrikanischen Kolonie Britisch-Gambia, dem Repräsentantenhaus (englisch House of Representatives), wurden bei den Parlamentswahlen 1960 gewählt. Damals bestand das Repräsentantenhaus aus insgesamt 27 Mitgliedern, wovon 19 Mitglieder bei den Wahlen über eine Direktwahl ermittelt wurden, weitere acht Mitglieder wurden ernannt.

## Mitglieder des Parlaments

### Gewählte Mitglieder des Parlaments
|  | Name                                 | Partei       | Wahlkreis              | Verwaltungseinheit | Anmerkung                                       |
|  | ------------------------------------ | ------------ | ---------------------- | ------------------ | ----------------------------------------------- |
|  | Pierre Sarr N’Jie (1909–1993)        | UP           | New Town East          | Bathurst           |                                                 |
|  | Ishmael B. I. Jobe                   | UP           | New Town West          | Bathurst           |                                                 |
|  | Alieu B. N’Jie (1904–1982)           | DCA          | Joloff/Portuguese Town | Bathurst           |                                                 |
|  | Melvin B. Jones († 1992)             | parteilos/UP | Soldier Town           | Bathurst           |                                                 |
|  | Joseph H. Joof                       | UP           | Half Die               | Bathurst           |                                                 |
|  | Alphonso M. (Fansu) Demba            | PPP          | Kombo East             | Kombo St. Mary     |                                                 |
|  | Howsoon O. Semega-Janneh (1914–1988) | Unabh.       | Kombo West             | Kombo St. Mary     |                                                 |
|  | David K. Jawara (1924–2019)          | PPP          | Kombo                  | Western            |                                                 |
|  | Momodou N. Sanyang († 1973)          | PPP          | Foni                   | Western            |                                                 |
|  | Jerreh L. B. Daffeh (1930–1998)      | PPP          | Kiang                  | Lower River        |                                                 |
|  | Yaya Ceesay (* 1937)                 | PPP          | Jarra                  | Lower River        |                                                 |
|  | Sheriff M. Dibba (1937–2008)         | PPP          | Baddibu                | Lower River        |                                                 |
|  | Landing Omar Sonko                   | parteilos/UP | Niumi-Jokadu           | Lower River        |                                                 |
|  | Kebba N. Leigh                       | PPP          | MacCarthy Island       | MacCarthy          |                                                 |
|  | Alasan N. Touray                     | UP           | Niani-Saloum           | MacCarthy          | ausgeschieden 1961, Nachfolger: Ebrima D. N’Jie |
|  | Ebrima D. N’Jie (1910–1970)          | UP           | Niani-Saloum           | MacCarthy          | nachgewählt 1961 für: Alasan N. Touray          |
|  | Sheriff S. Sisay (1935–1989)         | PPP          | Niamina                | MacCarthy          |                                                 |
|  | Michael Baldeh († 1965)              | UP           | Basse                  | Upper River        |                                                 |
|  | Andrew D. Camara (1923–2013)         | parteilos/UP | Kantora                | Upper River        |                                                 |
|  | Musa S. Dabo                         | PPP          | Wuli-Sandu             | Upper River        |                                                 |

### Ernannte Mitglieder des Parlaments
Acht weitere Mitglieder des Parlaments wurden ernannt, diese sind bislang unzureichend belegt.
| Name                            | Partei | Anmerkung             |
| ------------------------------- | ------ | --------------------- |
| Alieu Sulayman Jack             |        |                       |
| Tamba Jammeh (1890–1987)        |        | Chiefs Representative |
| Omar M’Baki (* um 1923; † 1994) |        | Chiefs Representative |
| n/a                             |        | Chiefs Representative |
| n/a                             |        | Chiefs Representative |
| n/a                             |        | Chiefs Representative |

## Veränderungen
- Alasan N. Touray (UP), Wahlkreis Niani-Saloum, Member of Parliament bis 1961
- Ebrima D. N’Jie (UP), Wahlkreis Niani-Saloum, Member of Parliament ab 1961

## Spezielle Funktionen
- Sprecher der Mehrheitsfraktion (englisch Majority Leader): n/a
- Sprecher der Minderheitsfraktion (englisch Minority Leader): n/a
- Parlamentssprecher: Alieu Sulayman Jack

## Abkürzungen und Akronyme
| DCA | Democratic Congress Alliance |
| UP  | United Party                 |
| PPP | People’s Progressive Party   |
| MP  | Member of Parliament         |